# KG0516
KG0516 é o terceiro álbum de estúdio da cantora colombiana Karol G, lançado em 26 de março de 2021, pela Universal Music Latin Entertainment. Composto por dezesseis faixas, o álbum foi precedido pelo single comercialmente bem-sucedido e indicado ao Grammy Latino "Tusa" com Nicki Minaj, "Ay, Dios Mío!", "Bichota" e "Location" que apresenta vocais de Anuel AA e J Balvin. Inclui também participações especiais de Mariah Angeliq, Camilo, Nathy Peluso, Ozuna, Yandar & Yostin, Juanka, Brray, Ludacris, Emilee, Wisin & Yandel, Nicky Jam, Ivy Queen, Zion e Alberto Stylee.

## Antecedentes
As sessões de gravação para KG0516 começaram aproximadamente no verão de 2019. Inclui a canção "Tusa", com vozes de Nicki Minaj, que alcançou sucesso comercial, atingindo o primeiro lugar nas paradas de dezessete países durante várias semanas, incluindo Argentina, Guatemala, Colômbia, Chile e Espanha. Mais tarde, a faixa foi indicava para Gravação do Ano e Canção do Ano no Grammy Latino 2020. Durante o ano seguinte, Karol G colaborou com outros artistas incluindo Pop Smoke, Ozuna, Myke Towers e os Jonas Brothers. Em julho de 2020, a faixa produzida por Ovy "Ay, Dios Mío!" foi lançado nas plataformas de streaming. Mais tarde, em outubro, "Bichota" foi lançado como single do álbum, viralizando na Internet. "Bichota" liderou as paradas na Argentina, República Dominicana, Peru e na Billboard Latin Airplay. Em fevereiro de 2021, foi lançada a faixa "Location" com Anuel AA e J Balvin.
No dia 17 de março de 2021, Karol G anunciou através de um vídeo de meio minuto o lançamento do seu próximo álbum, juntamente com a data de lançamento e a arte da capa, que foi fotografada por David LaChapelle. O anúncio recebeu críticas por se assemelhar ao videoclipe de "Con Altura" de Rosalía. A tracklist foi anunciado no dia 22 de março.

## Lista de faixas
Todas as canções produzidas por Ovy on the Drums, exceto onde indicado.
| N.º            | Título                                                                              | Compositor(es) | Produtor(es)                                 | Duração |  |
| 1.             | "Déjalos Que Miren"                                                                 | Carolina Giraldo Dyland & Lenny Justin Quiles Daniel Echavarría | Ovy on the Drums Karol G                     | 2:47    |  |
| 2.             | "El Makinon" (com Mariah Angeliq)                                                   | Giraldo Mariah Pérez Gabriel Mora Freddy Montalvo Jose Cruz | Neo                                          | 3:29    |  |
| 3.             | "200 Copas"                                                                         | Giraldo Daniel Félix Echavarría | Ovy on the Drums Karol G                     | 3:37    |  |
| 4.             | "Contigo Voy a Muerte" (feat. Camilo)                                               | Giraldo Camilo Echeverry Kevyn Cruz Echavarría |                                              | 3:39    |  |
| 5.             | "DVD"                                                                               | Giraldo Echavarría |                                              | 3:18    |  |
| 6.             | "El Barco"                                                                          | Giraldo Jorge Muñiz Echavarría | Ovy on the Drums Karol G                     | 3:23    |  |
| 7.             | "Location" (com Anuel AA e J Balvin)                                                | Giraldo Emmanuel Gazmey José Osorio Echavarría |                                              | 4:23    |  |
| 8.             | "Gato Malo" (com Nathy Peluso)                                                      | Giraldo Natalia Peluso Echavarría |                                              | 3:45    |  |
| 9.             | "Odisea" (com Ozuna)                                                                | Giraldo Juan Ozuna K. Cruz Echavarría |                                              | 3:43    |  |
| 10.            | "Bichota"                                                                           | Giraldo González Quiles Cristian Salazar Echavarría |                                              | 2:58    |  |
| 11.            | "Sola Es Mejor" (com Yandar & Yostin)                                               | Giraldo Oscar Gutiérrez Juan Castañeda Anderson Arrelan Echavarría | Gutiérrez Ovy on the Drums                   | 3:20    |  |
| 12.            | "Arranca Pal Carajo" (com Juanka e Brray)                                           | Giraldo Juan Bauza Bryan García Echavarría |                                              | 4:06    |  |
| 13.            | "Ay, DiOs Mío!"                                                                     | Giraldo Danny Ocean Echavarría |                                              | 3:09    |  |
| 14.            | "Beautiful Boy" (com Ludacris e Emilee)                                             | Giraldo Chris Bridges Echavarría Kisean Anderson J. R. Rotem Ben E. King Jerry Leiber and Mike Stolle                                                                                 |                                              | 3:17    |  |
| 15.            | "Tusa" (com Nicki Minaj)                                                            | Giraldo Onika Maraj K. Cruz Juan Vargas Echavarría |                                              | 3:21    |  |
| 16.            | "Leyendas" (com Wisin & Yandel e Nicky Jam feat. Ivy Queen, Zion, e Alberto Stylee) | Juan Morera Llandel Veguilla Nick Rivera Martha Pesante Zion & Lennox Alberto Stylee Marcos Masís Rafael Pina Juana Guerrido Luis F. Cortes Nelson Díaz Annie Lennox David A. Stewart | DJ Nelson Alejandro Armes Eliot El Mago D Oz | 5:55    |  |
| Duração total: | Duração total:                                                                      | Duração total: | Duração total:                               | 58:10   |  |

## Turnê
Bichota Tour será a quarta turnê da cantora colombiana Karol G, em suporte ao seu terceiro álbum de estúdio, KG0516.

### Datas
| Data                   | Cidade           | País             | Local                          |
| América do Norte       | América do Norte | América do Norte | América do Norte               |
| ---------------------- | ---------------- | ---------------- | ------------------------------ |
| 27 de outubro de 2021  | Denver           | Estados Unidos   | Mission Ballroom               |
| 29 de outubro de 2021  | El Paso          | Estados Unidos   | El Paso County Coliseum        |
| 30 de outubro de 2021  | Mesa             | Estados Unidos   | Mesa Amphitheatre              |
| 31 de outubro de 2021  | San Diego        | Estados Unidos   | San Diego Civic Theatre        |
| 1 de novembro de 2021  | San Jose         | Estados Unidos   | San Jose Civic                 |
| 2 de novembro de 2021  | Sacramento       | Estados Unidos   | Sacramento Memorial Auditorium |
| 4 de novembro de 2021  | Los Angeles      | Estados Unidos   | Microsoft Theater              |
| 5 de novembro de 2021  | Ontario          | Estados Unidos   | Toyota Arena                   |
| 6 de novembro de 2021  | Las Vegas        | Estados Unidos   | The Theatre at Virgin Hotels   |
| 9 de novembro de 2021  | Hidalgo          | Estados Unidos   | Payne Arena                    |
| 10 de novembro de 2021 | Sugar Land       | Estados Unidos   | Smart Financial Centre         |
| 11 de novembro de 2021 | Grand Prairie    | Estados Unidos   | Texas Trust CU Theatre         |
| 13 de novembro de 2021 | Rosemont         | Estados Unidos   | Rosemont Theatre               |
| 15 de novembro de 2021 | Boston           | Estados Unidos   | Boch Center Wang Theatre       |
| 17 de novembro de 2021 | Philadelphia     | Estados Unidos   | Franklin Music Hall            |
| 18 de novembro de 2021 | New York         | Estados Unidos   | United Palace                  |
| 19 de novembro de 2021 | New York         | Estados Unidos   | Hulu Theater                   |
| 20 de novembro de 2021 | Washington       | Estados Unidos   | DAR Constitution Hall          |
| 22 de novembro de 2021 | Charlotte        | Estados Unidos   | Ovens Auditorium               |
| 23 de novembro de 2021 | Atlanta          | Estados Unidos   | The Eastern                    |
| 24 de novembro de 2021 | Orlando          | Estados Unidos   | Hard Rock Live Orlando         |
| 26 de novembro de 2021 | Miami            | Estados Unidos   | FTX Arena                      |
| 27 de novembro de 2021 | San Juan         | Porto Rico       | Coliseu de Puerto Rico         |
| 28 de novembro de 2021 | San Juan         | Porto Rico       | Coliseu de Puerto Rico         |

## Desempenho nas paradas musicais
| Tabela musical (2021)                       | Melhor posição |
| ------------------------------------------- | -------------- |
| Espanha (PROMUSICAE)                        | 3              |
| Estados Unidos (Billboard 200)              | 20             |
| Estados Unidos (Billboard Top Latin Albums) | 1              |
| Itália (FIMI)                               | 68             |
| Suíça (Schweizer Hitparade)                 | 48             |

## Certificações
| Região                                              | Certificação        | Vendas   |
| --------------------------------------------------- | ------------------- | -------- |
| Estados Unidos (RIAA)                               | 6× Platina (latina) | 360,000^ |
| México (AMPROFON)                                   | 4× Platina          | 560,000^ |
| *números de vendas baseados somente na certificação |                     |          |